# Formel-3-Euroserie
Die Formel-3-Euroserie war eine internationale Formel-3-Meisterschaft. Sie sollte Fahrern als Sprungbrett in die GP2-Serie und weiter in die DTM oder Formel 1 dienen. Beispiele hierfür sind Lewis Hamilton, Nico Rosberg oder Sebastian Vettel (alle anschließend in der Formel 1), Timo Glock, Edoardo Mortara oder Jamie Green (DTM). Aber auch in andere Serien hat es einige Fahrer nach ihrer Zeit in der Formel-3-Euroserie verschlagen, so fährt etwa Ryan Briscoe in der IndyCar Series oder Robert Kubica in der WRC.
Sie wurde 2003 durch den Zusammenschluss der deutschen und der französischen Formel-3-Meisterschaft gegründet und ist eine Partnerserie der DTM. Die Rennstrecken liegen in Europa.
Die Saison 2003 war nicht die erste Meisterschaft, die europaweit ausgetragen wurde. Zwischen 1966 und 1972 gab es einen FIA Formel 3 Europa Nationen Cup, zwischen 1976 und 1984 die FIA Formel 3 Europameisterschaft, 1975 und zwischen 1985 und 1990, dann wieder von 1999 bis 2004 den FIA Formel 3 Europa Cup und außerdem noch 1987 die EFDA Formula 3 Euroseries und 1988 die Formula 3 Eurochallenge. Bekannte Fahrer, die sich in die Siegerlisten eintragen konnten, waren Anthony Davidson, Alessandro Zanardi, Joachim Winkelhock, Alain Prost und Riccardo Patrese.
Nach der Saison 2012 wurde die Formel-3-Euroserie eingestellt. Indirekte Nachfolgeserie ist die europäische Formel-3-Meisterschaft, die bereits 2012 eingeführt wurde und in diesem Jahr einige Formel-3-Euroserie-Rennen in ihre Wertung aufgenommen hatte.

## Technisches Reglement

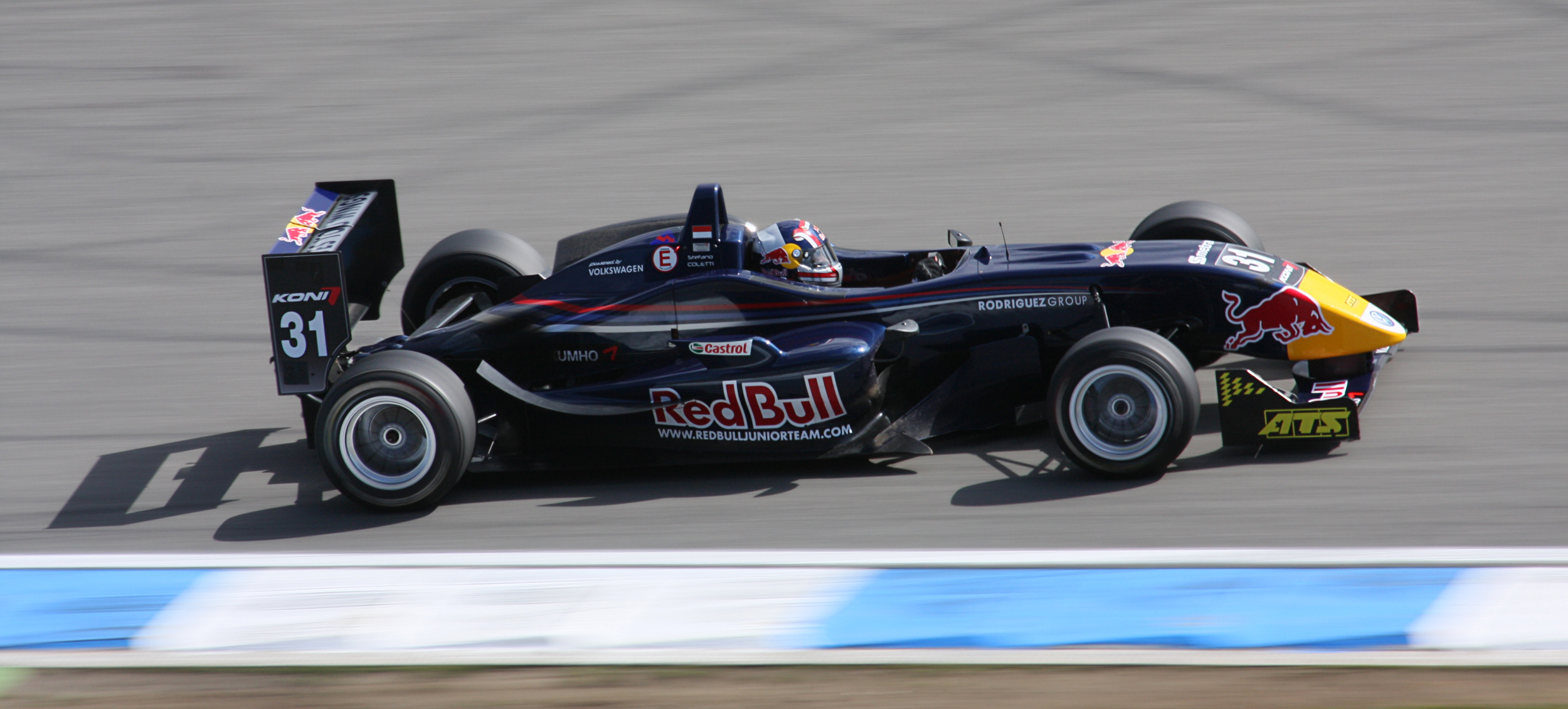
Formel-3-Bolide auf dem Hockenheimring

Der Motor muss einen Serienmotorblock und einen Serienzylinderkopf aufweisen, wobei die Anforderung der Serienproduktion ab einer Produktion von 2500 Motoren pro Jahr erfüllt ist (Homologation). Erlaubt sind nur Vier-Zylinder-4-Takt-Motoren. Vorgeschrieben ist ein Luftmengenbegrenzer mit einem Durchmesser von 26 mm, wobei die Verwendung von Magnesium beim Bau und eine Turboaufladung verboten sind.
Geschaltet wird mit einem sequenziellen 6-Gang-Getriebe.
Der Hubraum darf maximal 2000 cm³ betragen; die Bohrung und der Hub sind jedoch nicht reglementiert.
In der Formel-3-Euro-Serie wurde bis einschließlich 2011 der Einheitsreifen Kumho Ecsta verwendet. Seit 2012 ist Hankook Tires der exklusive Reifenpartner. Die Anzahl an Reifen pro Saison ist je eingesetztes Fahrzeug auf 60 Satz limitiert, d. h. maximal drei Satz pro Rennveranstaltung. Die Regenreifen sind auf zwei Satz pro Wochenende begrenzt; deren Einsatz ist nur erlaubt, wenn die Rennleitung ein Rennen als sogenanntes „wet race“, also Regenrennen, deklariert. Die Reifen dürfen nur mit Umgebungsluft oder Stickstoff gefüllt werden, sie dürfen weder chemisch noch mechanisch bearbeitet werden, also auch nicht mit Reifenwärmern aufgeheizt werden. Die Reifengröße ist vorn 180/550 R 13 und hinten 240/570 R 13. Die (praktisch einheitlich von ATS stammenden) Felgen dürfen maximal 11,5 Zoll breit sein und einen maximalen Durchmesser von 13 Zoll aufweisen.
Das Chassis darf während einer Rennveranstaltung nicht getauscht werden und muss vorne und hinten eine Crashbox sowie zwei Überrollstrukturen aufweisen.
Mit Fahrer und dessen kompletter Ausrüstung sowie mit allen im Rennwagen nötigen Flüssigkeiten außer Benzin muss der Wagen mindestens 540 kg auf die Waage bringen.
Es dürfen nur von der FIA/FT3 homologierte Tanks verbaut werden. Betankt werden die Boliden mit Aral Ultimate 102. Während Training und Rennen darf nicht nachgetankt werden; nach Training und Rennen muss aber noch mindestens 1 Kilogramm Kraftstoff im Tank vorhanden sein.
Jegliche Form von Datenfunk vom Wagen zur Box oder umgekehrt ist verboten.

## Sportliches Reglement

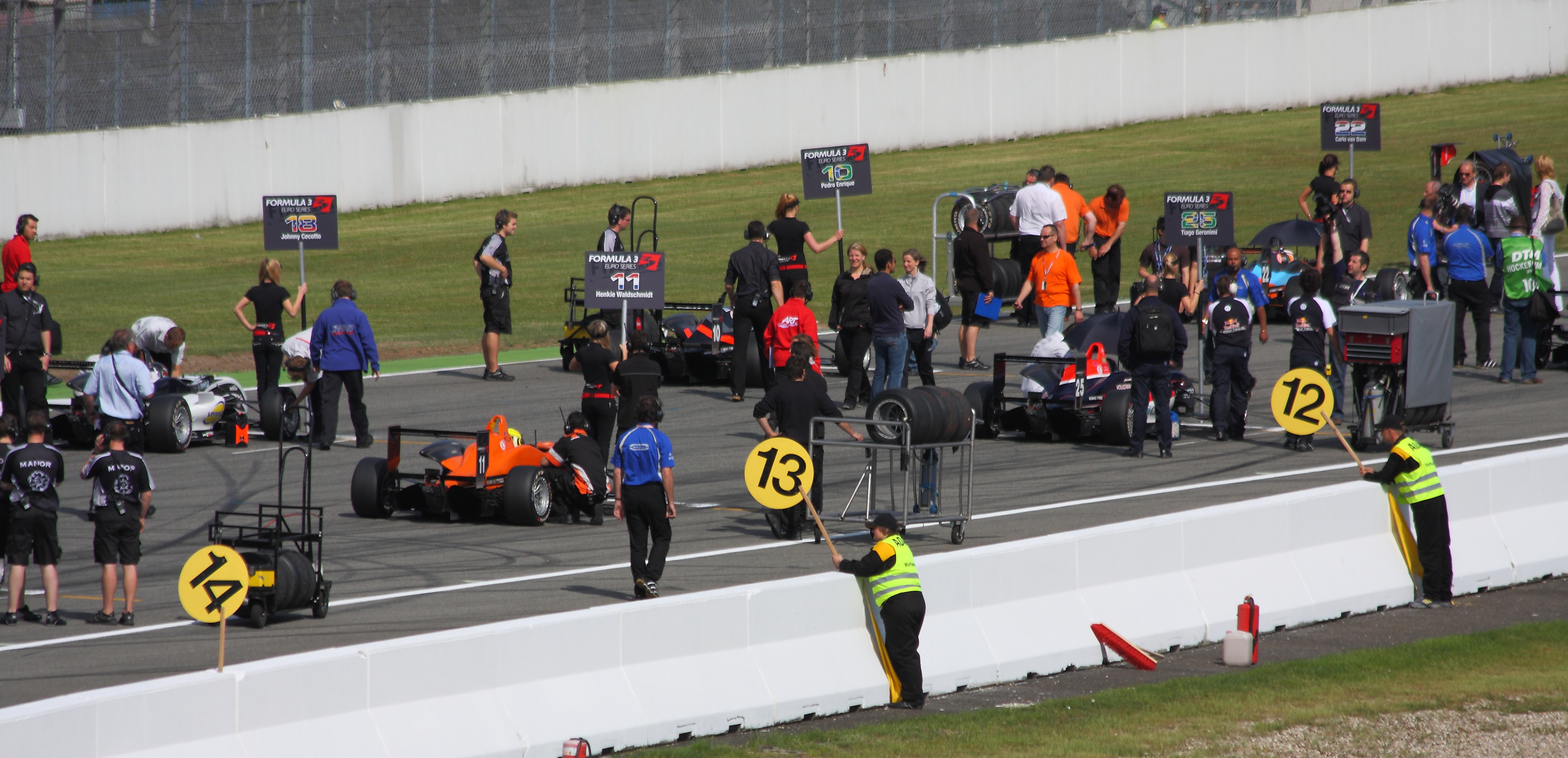
Startvorbereitungen am Hockenheimring

### Rennwochenende
Ein Rennwochenende dauert drei Tage und umfasst pro Veranstaltung drei Rennen.
Am ersten Tag (Freitag) findet in der Regel ein 120-minütiger „Pre-Event-Test“ statt, der durch eine fünfminütige Pause in zwei 60-Minuten-Abschnitte unterteilt ist; danach wird ein 30-minütiges Qualifying gefahren, dessen beste Zeiten die Startaufstellung für das Sonntags- und dessen zweitbeste Zeiten die Startaufstellung für das erste Samstagsrennen ergeben.
Am zweiten Tag (Samstag) werden zwei Rennen ausgetragen. Die Renndistanz des ersten Rennens beträgt etwa 110 km, maximal wird 40 Minuten gefahren; die des zweiten Rennens circa 55 km beziehungsweise maximal 20 Minuten. Für den zweiten Lauf ergibt das Rennresultat des ersten Laufs die Startaufstellung, wobei die ersten Acht in umgekehrter Reihenfolge starten.
Am dritten Tag (Sonntag) findet das letzte der drei Rennen statt. Gefahren werden etwa 110 km, maximal aber 40 Minuten.

### Punktesystem
| Erstes und drittes Rennen: | Zweites Rennen: |
| --- | --- |
| - 1. Platz: 25 Punkte - 2. Platz: 18 Punkte - 3. Platz: 15 Punkte - 4. Platz: 12 Punkte - 5. Platz: 10 Punkte - 6. Platz: 8 Punkte - 7. Platz: 6 Punkte - 8. Platz: 4 Punkt - 9. Platz: 2 Punkte - 10. Platz: 1 Punkt | - 1. Platz: 10 Punkte - 2. Platz: 8 Punkte - 3. Platz: 6 Punkte - 4. Platz: 5 Punkte - 5. Platz: 4 Punkte - 6. Platz: 3 Punkte - 7. Platz: 2 Punkte - 8. Platz: 1 Punkt |

### Titel
Die Punkte gehen in folgende Wertungen ein: Fahrertitel, „Rookie-Cup“ (Wertung für Neueinsteiger), Team- sowie Nationenwertung.

## Bisherige Meister der Formel-3-Euroserie
| Jahr | Meister           | Punkte | 2. Platz           | Punkte  | 3. Platz           | Punkte   |
| ---- | ----------------- | ------ | ------------------ | ------- | ------------------ | -------- |
| 2003 | Ryan Briscoe      | 110    | Christian Klien    | 089     | Olivier Pla        | 074      |
| 2004 | Jamie Green       | 139    | Alexandre Prémat   | 088     | Nicolas Lapierre   | 085      |
| 2005 | Lewis Hamilton    | 172    | Adrian Sutil       | 094     | Lucas di Grassi    | 068      |
| 2006 | Paul di Resta     | 086    | Sebastian Vettel   | 075     | Kōhei Hirate       | 061      |
| 2007 | Romain Grosjean   | 106    | Sébastien Buemi    | 095     | Nico Hülkenberg    | 072      |
| 2008 | Nico Hülkenberg   | 085    | Edoardo Mortara    | 0,049,5 | Jules Bianchi      | 047      |
| 2009 | Jules Bianchi     | 114    | Christian Vietoris | 075     | Valtteri Bottas    | 062      |
| 2010 | Edoardo Mortara   | 101    | Marco Wittmann     | 076     | Valtteri Bottas    | 074      |
| 2011 | Roberto Merhi     | 406    | Marco Wittmann     | 285     | Daniel Juncadella  | 280      |
| 2012 | Daniel Juncadella | 240    | Pascal Wehrlein    | 229     | Raffaele Marciello | 0,0219,5 |

## Fahrer
Die Formel-3-Euroserie war für viele Fahrer ein Schritt auf der Karriereleiter Richtung Formel 1. So fuhren die späteren Formel-1-Fahrer Nico Rosberg (2003–2004), Lucas di Grassi (2003, 2005), Robert Kubica (2003–2004), Timo Glock (2003), Robert Doornbos (2003), Markus Winkelhock (2003), Christian Klien (2003), Sakon Yamamoto (2003), Adrian Sutil (2004–2005), Giedo van der Garde (2004–2006), Lewis Hamilton (2004–2005), Paul di Resta (2005–2006), Sebastian Vettel (2005–2006), Kamui Kobayashi (2006–2007), Kazuki Nakajima (2006), Sébastien Buemi (2006–2007), Romain Grosjean (2006–2007), Nico Hülkenberg (2007–2008), Jules Bianchi (2008–2009), Brendon Hartley (2008–2009), Daniel Ricciardo (2008), Valtteri Bottas (2009–2010), Esteban Gutiérrez (2009–2010), Roberto Merhi (2009–2011), Kevin Magnussen (2010), Carlos Sainz junior (2011–2012), Pascal Wehrlein (2012) und Felipe Nasr (2012) vorher in der Formel-3-Euroserie.
Mit Julia Kuhn (2005–2006), Natacha Gachnang (2006), Gina-Maria Adenauer (2006) und Cyndie Allemann (2007) starteten auch einige Frauen in dieser Serie.